# Episodi di Lost in Space (serie televisiva 2018) (prima stagione)
La prima stagione della serie televisiva Lost in Space, composta da 10 episodi, è stata interamente pubblicata sul servizio di streaming on demand Netflix il 13 aprile 2018, in tutti i paesi in cui è disponibile.
| n° | Titolo originale        | Titolo italiano           | Pubblicazione USA | Prima TV Italia |
| -- | ----------------------- | ------------------------- | ----------------- | --------------- |
| 1  | Impact                  | Impatto                   | 13 aprile 2018    | 13 aprile 2018  |
| 2  | Diamonds In The Sky     | Diamanti nel cielo        | 13 aprile 2018    | 13 aprile 2018  |
| 3  | Infestation             | Invasione                 | 13 aprile 2018    | 13 aprile 2018  |
| 4  | The Robinsons Were Here | I Robinson sono stati qui | 13 aprile 2018    | 13 aprile 2018  |
| 5  | Transmission            | Trasmissione              | 13 aprile 2018    | 13 aprile 2018  |
| 6  | Eulogy                  | Elogio funebre            | 13 aprile 2018    | 13 aprile 2018  |
| 7  | Pressurized             | Pressione                 | 13 aprile 2018    | 13 aprile 2018  |
| 8  | Trajectory              | Traiettoria               | 13 aprile 2018    | 13 aprile 2018  |
| 9  | Resurrection            | Resurrezione              | 13 aprile 2018    | 13 aprile 2018  |
| 10 | Danger, Will Robinson   | Pericolo, Will Robinson   | 13 aprile 2018    | 13 aprile 2018  |